# Os Deuses de Casaca
Os Deuses de Casaca é uma peça de teatro escrita por Machado de Assis e representada pela primeira vez em vinte e oito de dezembro de 1865, no sarau da Arcádia Fluminense. Mário de Alencar situa a produção teatral de Machado num esforço coletivo de criar um teatro genuinamente nacional que inspirou uma grande produção nas décadas de sessenta e setenta no século XIX. Trata-se de uma comédia versifica em metro alexandrino na qual se representam os deuses da Mitologia Grega vivendo na sociedade moderna, inclusive na vestimenta, daí o título da peça.

## Personagens
- Prólogo;
- Epílogo;
- Júpiter;
- Marte;
- Apolo;
- Proteu;
- Cupido;
- Vulcano;
- Mercúrio.

## Enredo
Os deuses estão preocupados, pois os homens não creem mais neles. Júpiter convoca uma reunião no Olimpo para tentar encontrar uma solução. Descobre que Cupido, antes o deus do amor, abandonou sua divindade e tornou-se um conquistador. Na reunião, eles discutem, e Cupido começa a convencer seus colegas divinos de que é inútil, e que cada um pode assumir um papel como mortal na sociedade humana. Ao fim, todos os deuses acabam concordando com o jovem galanteador.